# Машаш, Зинедин
Зинедин Машаш (фр. Zinédine Machach; 5 января 1996, Марсель, Франция) — французский футболист, полузащитник греческого клуба «Ионикос».

## Клубная карьера
Машаш является воспитанником академий «Кана» и марсельского «Олимпика», откуда в 2014 году перебрался в «Тулузу». Проведя год, выступая за вторую команду, Машаш набрался опыта и 23 мая 2015 года в поединке последнего тура дебютировал в Лиге 1 поединком против «Ниццы», заменив на 58-й минуте Александара Пешича.
В сезоне 2015/16 стал активно привлекаться к главной команде и, непосредственно, к стартовому составу, сыграв 16 матчей и начиная в основе 10 из них. Также 31 октября 2015 года он забил свой первый мяч в профессиональном футболе в ворота «Монпелье».
27 июля 2016 года игрок отправился в годичную аренду обратно в «Олимпик». По истечении договора, у «марсельцев» было право выкупа футболиста.
В январе 2019 года Машаш отправился в аренду в «Кротоне».
1 октября 2020 года перешёл на правах аренды в нидерландский ВВВ-Венло. 3 октября дебютировал в чемпионате Нидерландов в матче против АДО Ден Хаага.